# Amaranthus brownii
Amaranthus brownii là loài thực vật có hoa thuộc họ Dền. Loài này được Christoph. & Caum mô tả khoa học đầu tiên năm 1931.